# Molière (cràter)
Molière és un cràter d'impacte en el planeta Mercuri de 139 km de diàmetre. Porta el nom del dramaturg francès Jean Baptiste Poquelin (Molière) (1622-1673), i el seu nom va ser aprovat per la Unió Astronòmica Internacional el 1976.
Es troba al sud del cràter Rodin, al sud-est del cràter Abu Nuwas i al nord-est del cràter Aśvaghoṣa. La vora del cràter és gairebé circular, tallada amb una vora plana en els seus extrems sud i sud-oest, i en el seu costat oriental és tallat per un cràter més petit.